# Сент Филип (Антигва и Барбуда)
Сент Филип (енгл. Saint Philip) или Свети Филип, једна је од осам територијалних јединица државе Антигва и Барбуда. 
Округ се налази на истоку острва Антигва и укључује насеље Карлисле (Фритаун), те локалитете Колинс, фриез, Лавингтонс, Вилоуби, Вилкиз, Гланвилиз, Монтпеље, Ситонс и други.
Округ Сент Филип обухвата укупну површину од 40,67 km² и има око 3.125 становника (Попис из 2011. године). Административно седиште округа се налази у насељу Фритаун (Карлисле).